# Jo Jo Garcia
Jo Jo Garcia, né le 9 septembre 1975, à Las Vegas, au Nevada, est un joueur et entraîneur américain, naturalisé chypriote, de basket-ball. Il évolue au poste de pivot.

## Palmarès
- Champion de Chypre 2009